# Rosetta Pizzo
Rosetta Pizzo (Adria, 19 luglio 1943) è un soprano italiano.

## Biografia
Nata in una famiglia appassionata di musica lirica, venne chiamata dal padre Rosetta in onore di Rosetta Pampanini e iniziò a studiare canto ancora adolescente. Dopo aver conseguito il diploma magistrale è stata ammessa al Conservatorio Benedetto Marcello di Venezia, città ove ha frequentato anche l’Università Ca’ Foscari. Allieva della classe di Maria Carbone con Maria Chiara, Paola Barbini, Renzo Casellato, Pietro Bottazzo e il futuro marito Francesco Signor, seguì la sua insegnante al Conservatorio Giuseppe Verdi di Milano, ove si diplomò nel 1966 con il massimo dei voti.  Sempre a Milano ha studiato canto da camera con il M° Antonio Beltrami e ha frequentato due corsi di avviamento al teatro lirico, tenuti dalla signora M. Carbone. Ha, inoltre, seguito i corsi superiori di canto delle Vacanze Musicali tenuti da Maria Carbone e Giulia Tess a Venezia.  Vincitrice di vari concorsi musicali, debuttò come Rosina nel Barbiere di Siviglia, dopo aver vinto il ventunesimo Concorso Adriano Belli di Spoleto nel 1967 e aver frequentato i relativi corsi preparatori presso il Teatro dell’Opera di Roma tenuti dal M° L. Ricci, dal M° F. Cavaniglia e dal regista teatrale C. Piccinato. Dopo essersi ritirata dalle scene ha iniziato a insegnare canto con il marito, il basso Francesco Signor.

## Vocalità e caratteristiche interpretative
Il critico musicale Renzo Allegri ha scritto di lei: “La voce di timbro rarissimo e di non comune estensione le ha permesso di eseguire con naturalezza qualsiasi virtuosismo vocale. Artista del trillo, del picchettato, dell'arpeggio, delle agilità e del legato si è distinta anche per le doti d'attrice e la sensibilità interpretativa assolutamente moderna. Il suo virtuosismo vocale non è mai fine a se stesso ma strumento per rendere la dimensione drammatica del belcantismo all'italiana in modo autentico, palpitante e coinvolgente.

## Carriera
Soprano lirico-leggero, nel suo vasto repertorio operistico ha ottenuto grandi successi soprattutto interpretando ruoli belliniani (La Sonnambula, I puritani), donizettiani (Lucia di Lammermoor, L'elisir d'amore, Don Pasquale), verdiani (Rigoletto, La traviata), rossiniani (Il barbiere di Siviglia, La gazzetta, La gazza ladra). È stata inoltre protagonista di vari recuperi storici, tra cui il Don Procopio di Georges Bizet al Teatro San Carlo di Napoli,  il Crispino e la comare dei fratelli Ricci per il Gran Teatro La Fenice di Venezia e La prova di un'opera seria di F. Gnecco per il Teatro Lirico di Cagliari.
Dal 1967 al 1992 ha calcato i palcoscenici dei maggiori teatri in Italia e all’estero.
L'interesse per il recupero di brani musicali ha reso Rosetta Pizzo interprete di numerose arie di Buzzolla, oramai dimenticate, e di arie di musica da camera.

## Repertorio principale

### Opera lirica
- La sonnambula (Vincenzo Bellini);
- I puritani (Vincenzo Bellini);
- Don Procopio (Georges Bizet);
- I pescatori di perle (Georges Bizet);
- Il piccolo spazzacamino (Benjamin Britten);
- Li due baroni di Roccazzurra (Domenico Cimarosa), incisione RAI-Napoli;
- Il matrimonio segreto (Domenico Cimarosa);
- Lucia di Lammermoor (Gaetano Donizetti); Lucia
- Elisir d’amore (Gaetano Donizetti);
- Don Pasquale (Gaetano Donizetti);
- La prova di un'opera seria (L. Gnecco);
- Hin und Zuruck (Paul Hindemith);
- La stirpe di Davide (F. Mannino);
- Don Tartufo bachettone (F. Malipiero);
- Werther (J. Massenet);
- Sogno di una notte di mezza estate (Mendelssohn);
- Amelia al ballo (G. Menotti);
- Così fan tutte (W. A. Mozart);
- Il flauto magico (W. A. Mozart);
- Il ratto dal Serraglio (W. A. Mozart);
- Il barone avaro) (J. Napoli);
- Il rosario (J. Napoli), incisione RAI-Milano;
- Il barbiere di Siviglia (Paisiello);  Registrazione RAI-TV Napoli;
- La serva padrona (G. B. Pergolesi);
- Gianni Schicchi (G. Puccini);
- La bohème (G. Puccini);
- Crispino e la comare (opera) (F.lli Ricci);
- La gazza ladra (G. Rossini); Incisione Fonit-Cetra;
- Il barbiere di Siviglia (Rossini);
- L'italiana in Algeri (G. Rossini);
- La gazzetta (G. Rossini); Incisione RAI-Torino;
- L'isola d'amore (A. Sacchini);
- La bella Galatea (F. von Suppé);
- Mignon (A. Thomas);
- La traviata (G. Verdi);
- Rigoletto (G. Verdi);
- Falstaff (G. Verdi);
- Un ballo in maschera (G. Verdi);
- Parsifal (R. Wagner);
- I quattro rusteghi (E. Wolf-Ferrari);
- Il Campiello (E. Wolf-Ferrari);
- Francesca da Rimini (R. Zandonai);

### Musica sacra
- Stabat Mater, Boccherini
- Requiem, A. Campra
- Stabat Mater, G.B. Pergolesi
- Gloria, Vivaldi

### Musica da camera
- Antonio Buzzolla, canzonette veneziane, incisioni Musicoteatro
- Stanislao Gastaldon, romanze da salotto, incisione Frequenz
- Francesco Paolo Tosti, romanze da salotto, incisioni Musicoteatro
- Niccolò Piccinni, arie, incisioni Musicoteatro
- Gioachino Rossini, Les soirées musicales, incisioni Musicoteatro
- Antonio Vivaldi, arie, incisioni Musicoteatro
- Giuseppe Verdi, arie, incisioni Musicoteatro
- Elaborazioni musicali de Il Carnevale di Venezia, aria popolare, incisioni Musicoteatro
- Guido Bianchini, romanze, incisioni Musicoteatro
- Luigi Denza, romanze, incisioni Musicoteatro
- Vincenzo De Chiara, romanze, incisioni Musicoteatro
- Francesco Durante, romanze, incisioni Musicoteatro
- Franz Lehár, romanze, incisioni Musicoteatro
- Ruggero Leoncavallo, romanze, incisioni Musicoteatro
- José Padilla, romanze, incisioni Musicoteatro
- Osmán Pérez Freire, romanze, incisioni Musicoteatro
- Enrico Toselli, romanze, incisioni Musicoteatro
- Sebastián Iradier, romanze, incisioni Musicoteatro